# Konjarnik (gmina Žitorađa)
Konjarnik (cyr. Коњарник) – wieś w Serbii, w okręgu toplickim, w gminie Žitorađa. W 2011 roku liczyła 85 mieszkańców.